# HD 178911
HD 178911 — двойная звезда в созвездии Лиры на расстоянии около 160 световых лет от нас. Вторая звезда (HD 178911 B) имеет звёздную величину, равную +6,74 и спектральный класс G1V, чем очень похожа на наше Солнце.

## HD 178911 b
В 2001 году на орбите второй звезды была обнаружена экзопланета.

## Дополнительные сведения
- Аргумент перицентра (омега) 176 ± 4
- Эффективная земная орбита 1,08 а.е.